# علي الحاج
اللواء علي صلاح الدين الحاج (1955 - ): هو مدير جهاز الأمن الداخلي اللبناني منذ 2004 وحتى اعتقاله في 2005. ولد في بلدة برجا بقضاء الشوف، وعمل منذ 1992، وحتى 1998 رئيسًا للحرس الخاص برئيس الوزراء اللبناني الأسبق رفيق الحريري. عين في نوفمبر 2004 مديرًا لجهاز الأمن الداخلي، وبعد اغتيال الحريري في عام 2005، أوقف بتاريخ 30 أغسطس 2005 مع 3 من أبرز الضباط الأمنيين في لبنان، وأودعوا في سجن رومية. أفرج عن الضباط الأربعة ومن ضمنهم الحاج في أبريل 2009. ترشح الحاج في الانتحابات النيابية اللبنانية 2018 عن المقعد السني في دائرة عاليه الشوف، ولكنه لم ينجح في الانتخابات.